# Stora Vädern
Stora Vädern är en sjö i Oskarshamns kommun i Småland och ingår i Viråns huvudavrinningsområde. Sjön är 9,5 meter djup, har en yta på 0,251 kvadratkilometer och befinner sig 101,2 meter över havet. Sjön avvattnas av vattendraget Virån.

## Delavrinningsområde
Stora Vädern ingår i det delavrinningsområde (635616-152081) som SMHI kallar för Mynnar i Storbrå. Medelhöjden är 108 meter över havet och ytan är 31,54 kvadratkilometer. Det finns inga avrinningsområden uppströms utan avrinningsområdet är högsta punkten. Virån som avvattnar avrinningsområdet har biflödesordning 2, vilket innebär att vattnet flödar genom totalt 2 vattendrag innan det når havet efter 34 kilometer. Avrinningsområdet består mestadels av skog (77 %) och jordbruk (14 %). Avrinningsområdet har 0,7 kvadratkilometer vattenytor vilket ger det en sjöprocent på 2,2 %.